# Новониколаевка (Чуйская область)
Новониколаевка — село в Жайылском районе Чуйской области Кыргызстана. Административный центр Ак-Башинского аильного округа. Код СОАТЕ — 41708 209 822 01 0.

## Население
| год     | 2009 | 2014 | 2015 |
| ------- | ---- | ---- | ---- |
| человек | 8216 | 8221 | 8223 |